# Hypolytrum
Hypolytrum Rich. ex Pers. es un género de plantas herbáceas de la familia de las ciperáceas.  Comprende 160 especies descritas y de estas, solo 59 aceptadas.

## Descripción
Son plantas perennes robustas, con rizomas escamosos, horizontales a ascendentes, culmos rígidos, obtusamente angulados a triquetros o triangulares, foliosos; plantas monoicas. Hojas generalmente más agrupadas hacia la base de la planta, mayormente en 3 series, láminas típicamente lineares a elíptico-lineares, 3-acostilladas, mayormente ásperas en el margen, las más basales a menudo sin lámina y reducidas a catafilos imbricados. Inflorescencia compuesta, generalmente corimboso-paniculada, las ramas inferiores abrazadas por brácteas foliiformes que se hacen progresivamente más cortas en las ramas más distales y se convierten en bractéolas cortamente lineares las cuales abrazan las últimas ramitas y sus profilos, espigas compuestas, bisexuales, en su mayoría elipsoides, brácteas primarias imbricadas en espiral, generalmente varias, las basales con 2 escamas ciliado-aquilladas, opuestas, libres o connadas, cada una con un solo flósculo uniestaminado, el flósculo más apical en la espiga pistilado, biestigmático, 2-carpelar y desnudo. Fruto típicamente dilatado y nervado, tumescentemente biconvexo basalmente, apicalmente angostando hasta un (generalmente) pico exerto.

## Taxonomía
El género fue descrito por Rich. ex Pers. y publicado en Synopsis Plantarum 1: 70. 1805. La especie tipo es: Hypolytrum latifolium Pers   

## Especies
- Hypolytrum africanum Nees ex Steud.
- Hypolytrum amorimii M.Alves & W.W.Thomas
- Hypolytrum amplum Kunth
- Hypolytrum angolense Nelmes[3]